# 桑絹町
桑絹町（くわきぬまち）は栃木県の南部、下都賀郡に属していた町である。茨城県と境を接する。

## 地理
- 河川 - 鬼怒川、田川、思川、姿川

## 歴史
- 1889年（明治22年）4月1日 - 町村制施行
  - 羽川宿、南半田村、飯塚新田、三拝川岸村、喜沢村、荒井村、出井村、鉢形村、東山田村、北飯田村、萱橋村、向野村が合併し桑村が成立する。
  - 福良村、高椅村、簗村、中河原村、中島村、延島村、延島新田、田川村が合併し絹村が成立する。
- 1956年（昭和31年）9月30日 - 桑村と絹村が合併し桑絹村となる。
- 1960年（昭和35年）4月27日 - 村長選挙で202人が立候補する事態が発生。これは分村を巡って村長派と対立した陣営が大量立候補を行ったことによるもので、一家4人全員が立候補するなどのケースもあった。84歳の老婆から25歳2ヶ月の青年までが立候補した。まともな得票をしたのは1位の菅沼良太（4036票、当選）、2位候補（2454票）、3位候補（1156票）だけであり、9人が1票から3票、残りの190人は0票であった[1]。なお、この当時町村の首長選挙においては供託金は不要であった[2]。
- 1961年（昭和36年）7月1日 - 町制施行し桑絹町となる。
- 1965年（昭和40年）9月30日 - 小山市へ編入される。